# كريستوفر مور (لاعب كرة يد)
كريستوفر مور (بالإنجليزية: Christopher Mohr)‏ هو لاعب كرة يد بريطاني، ولد في 12 يناير 1990.

## وصلات خارجية
- كريستوفر مور (لاعب كرة يد) على موقع أوليمبيديا (الإنجليزية)
- كريستوفر مور (لاعب كرة يد) على موقع اللجنة الأولمبية البريطانية (الإنجليزية)